# Automobiles Alpine

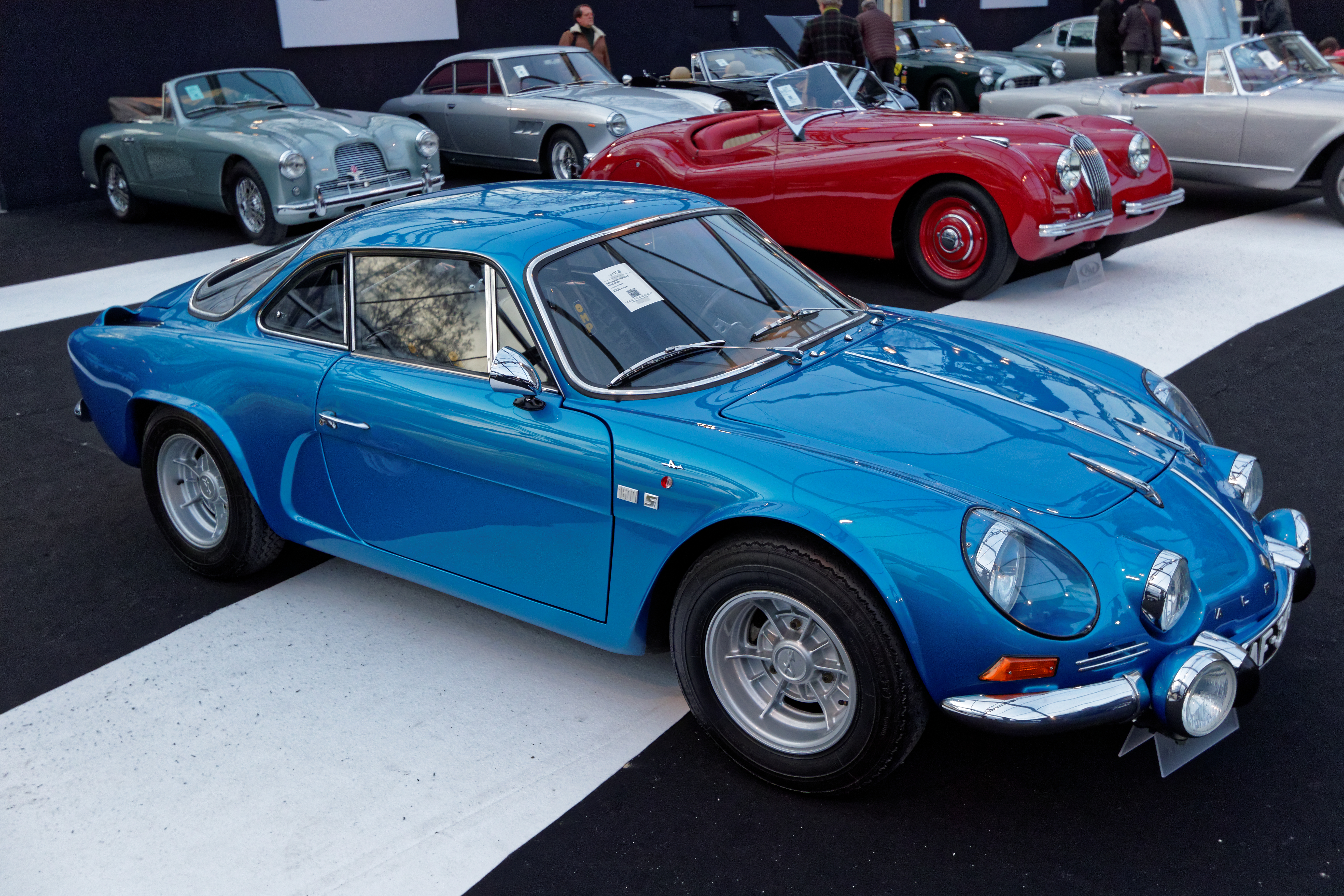
Alpine A110.

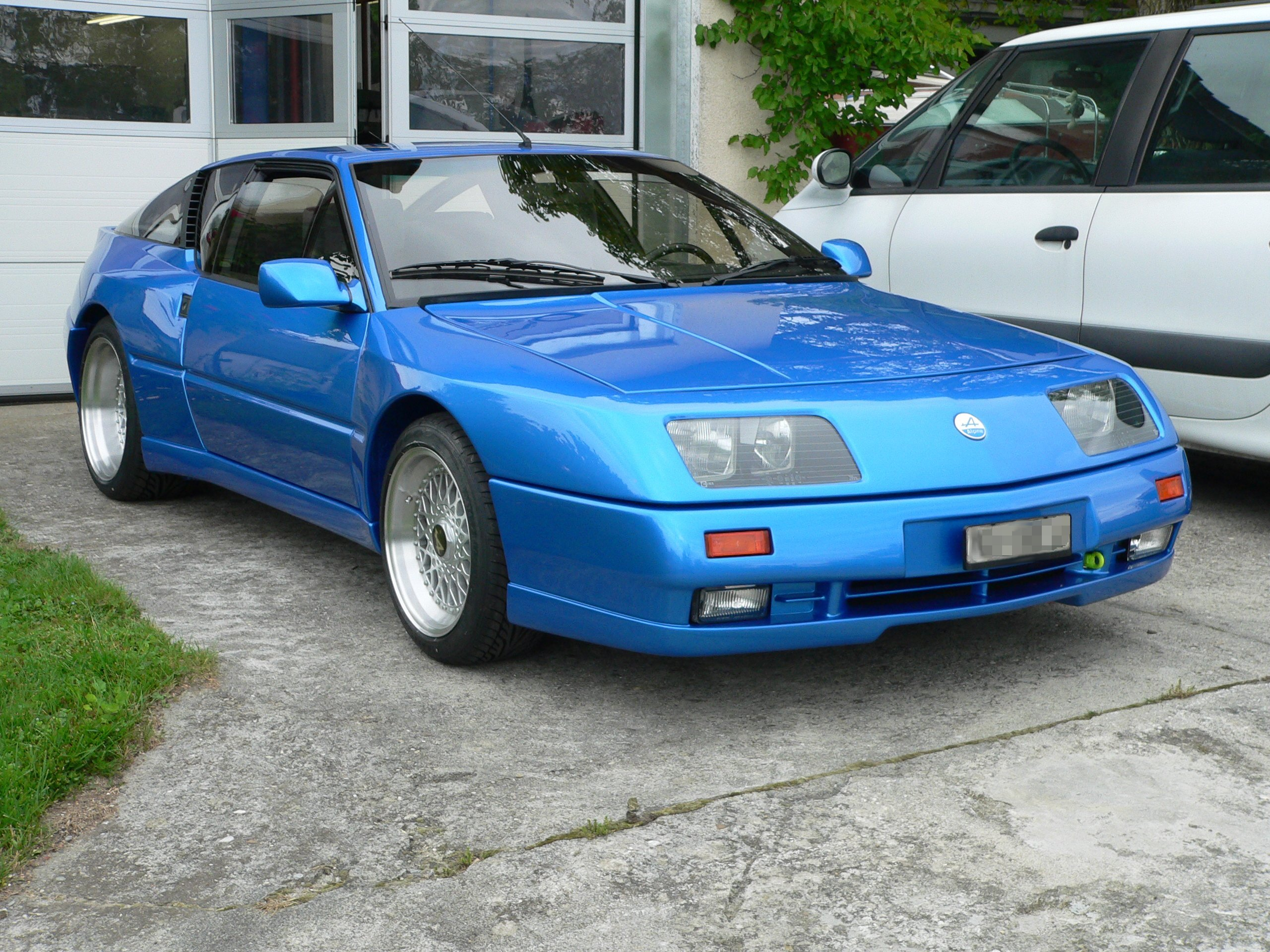
Alpine V6 Turbo Le Mans (1990-1991).

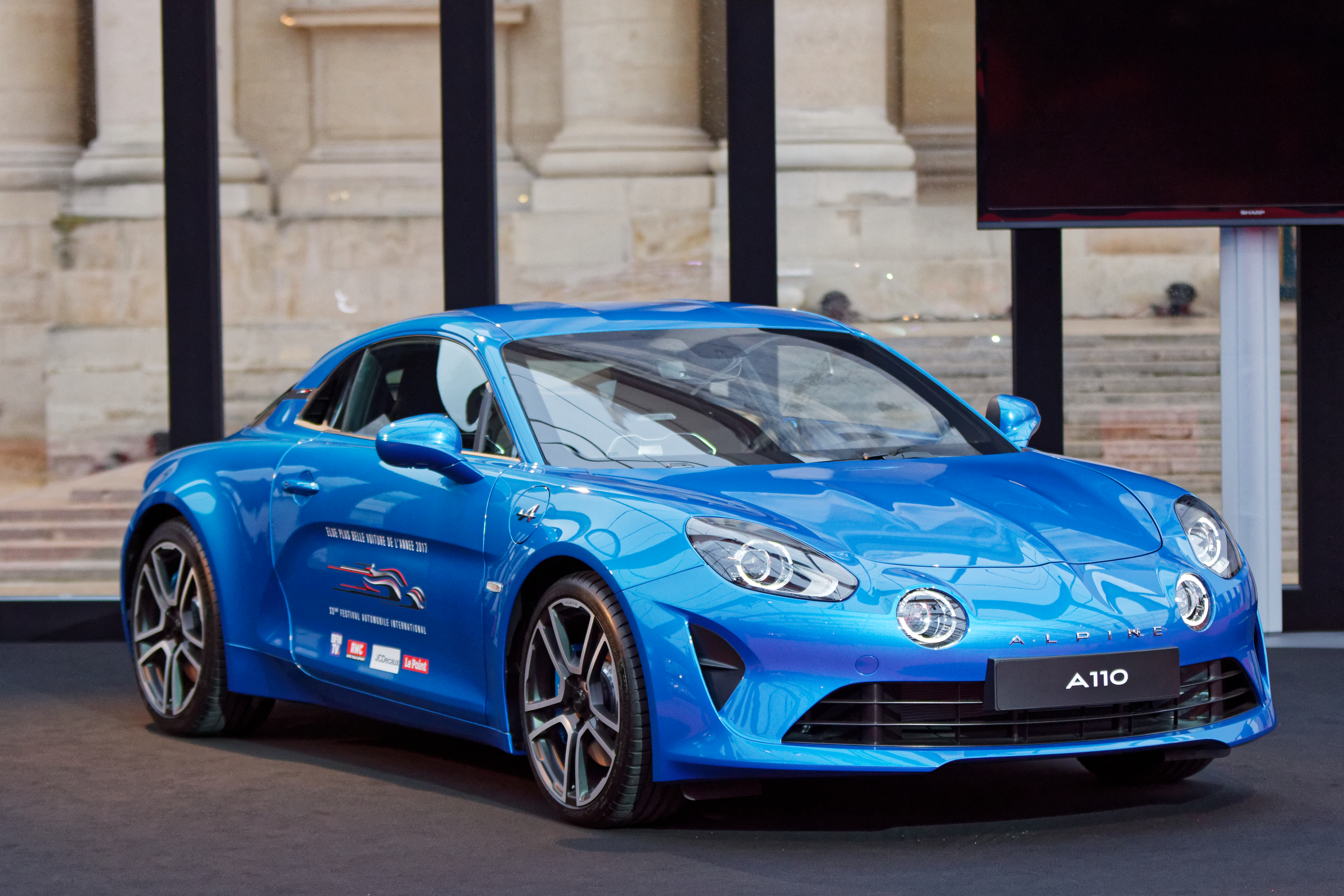
Alpine A110 (2017).

Automobiles Alpine, o simplemente Alpine, es un fabricante francés de automóviles deportivos y de competición. Es propiedad del Groupe Renault. Desde la temporada 2021 de Fórmula 1, Alpine F1 Team sustituyó al equipo Renault F1 Team.

## Historia

### El nacimiento de Alpine
Jean Rédélé, el fundador de Alpine, era el jefe de un taller en la ciudad francesa de Dieppe (Sena Marítimo), que empezó a conseguir un éxito considerable en la competición con uno de los escasos coches producidos en Francia justo después de la Segunda Guerra Mundial.
En 1955 Rédélé construyó un vehículo de competición sobre la base del Renault 4CV obteniendo muy buenos resultados en sus participaciones con él en carreras alpinas, había nacido Alpine y con ello su primer modelo, el Alpine A106. El nombre de la marca Alpine procede de las citadas carreras alpinas donde participó el A106 como el primer modelo de la marca.
A pesar de estar basado en el Renault 4 CV, no tiene que ver mucho con este vehículo, por lo menos en cuanto al aspecto exterior. La carrocería que diseñó Giovanni Michelotti era de fibra de vidrio, el coche contaba con un motor de 4 cilindros en línea y 0.7 l de cubicaje y se ofrecía con tres potencias: 21 CV, 30 CV y 43 CV. Aunque las cifras de potencia no eran escandalosas, el A106 de 43 CV conseguía alcanzar una velocidad máxima de 153 km/h y todo ello debido a la magnífica relación peso/potencia del coche, pues este tenía 530 kg de peso total. No obstante, al final de su vida comercial Alpine equipó en el A106 un motor de 0.9 l que rendía una potencia de 59 CV.
Alpine equipó al A106 con dos cajas de cambios, ambas manuales. Una era de 3 marchas procedente del Renault 4 CV y la otra, de 5 marchas.
Su comercialización comenzó en 1955 y dos años más tarde, en el Salón del Automóvil de París, Michelotti llevó la versión descapotable del A106. Finalmente la producción del A106 terminó en 1960
En el Salón del Automóvil de París de 1957, Alpine, no solo presentó la versión descapotable del A106, sino que además aprovechó la cita para presentar su segundo modelo, el Alpine A108. Se trataba de una berlinetta que volvía a estar basada en otro Renault, que en esta ocasión se trataba del Dauphine. Además, con la llegada del A108, Alpine salió de Dieppe, ensamblando dicho modelo en las plantas de São Bernardo do Campo, Brasil y la de FASA Renault en Valladolid, España. Por supuesto, parte de la producción se mantuvo en Francia.
Durante los primeros años de su vida comercial el Alpine A108 no tuvo gran éxito ya que tuvo que convivir hasta 1960 con el A106. El éxito comercial llegó a partir de 1960, año en el que además Alpine completó la gama del A108 con un modelo descapotable y un cupé 2+2.
El Alpine A108 contó con tres motores diferentes. El motor más pequeño era un 4 cilindros de 0.8 litros y 37 CV de potencia. El motor de gama media era un 0.9 litros de 50 CV de potencia procedente del Renault Dauphine. La opción más potente del A108 utilizaba este mismo motor pero con una potencia de 60 CV. En cuanto a las cajas de cambios había tres opciones, todas ellas manuales de 3, 4 y 5 velocidades.
La producción del A108  terminó en 1965, año en el que la gama de Alpine estaba formada solamente ya por el Alpine A110, tal vez el modelo más recordado de Alpine y el que más fama le dio a la marca.
En cuanto a curiosidades cabe mencionar que el modelo A108 fabricado en Brasil era vendido en el mercado local bajo la marca Willis y era conocido como Willis Interlagos. Por su parte, en España el A108 se vendía como Alpine a un precio de 225 000 pesetas de la época, impuestos incluidos.

### La consolidación de Alpine con el A110
Con el lanzamiento de su tercer modelo Alpine se estaba haciendo cada vez más popular, y por ello, Renault apostaba cada vez más por esta marca de deportivos basados en los de la marca del rombo. Además, el A110 supuso la expansión de la marca ya que no podían cubrir la demanda con la producción de la planta de Dieppe, que pasó de ser un simple taller a ser una fábrica en toda regla.
Su producción se centró en Europa y América del Sur. En el Viejo Continente la producción se centró en la planta de Dieppe y en FASA Renault en Valladolid, motivo por el que el A110 es un coche bastante querido en España.
En Sudamérica no se fabricó como Alpine; ya que Willis y Diesel Nacional lo produjeron bajo su propia licencia, por lo que en Brasil el A110 fue conocido como Willis Interlagos. No obstante, también, en Europa se podía encontrar el A110 fabricado bajo licencia, en este caso por un grupo de empresas búlgaras que bautizaron al vehículo como Bulgaralpine.
El Alpine A110 apenas evolucionó estéticamente respecto al A108, manteniendo las líneas generales de su antecesor y comenzando a forjar un estilo de diseño. La principal diferencia respecto al A108 radica en la trasera, que es más voluminosa al tener que albergar motores más grandes. Basado en el Renault 8, el A110 fue diseñado primero en la carrocería berlineta para después dar paso a la versión descapotable. Contaba con un peso en vacío de 544 kg y unas medidas contenidas de 3,85 metros de largo, una anchura de 1,47 metros y 1,13 metros de alto.
En 1977, se produjo en Valladolid un Alpine A110 1300 V85 convirtiéndose en la unidad número 6892 fabricada del A110 y la última, por lo que la planta de Valladolid puede enorgullecerse de decir que la última unidad producida de esta leyenda del automóvil lo fue en la ciudad Vallisoletana.

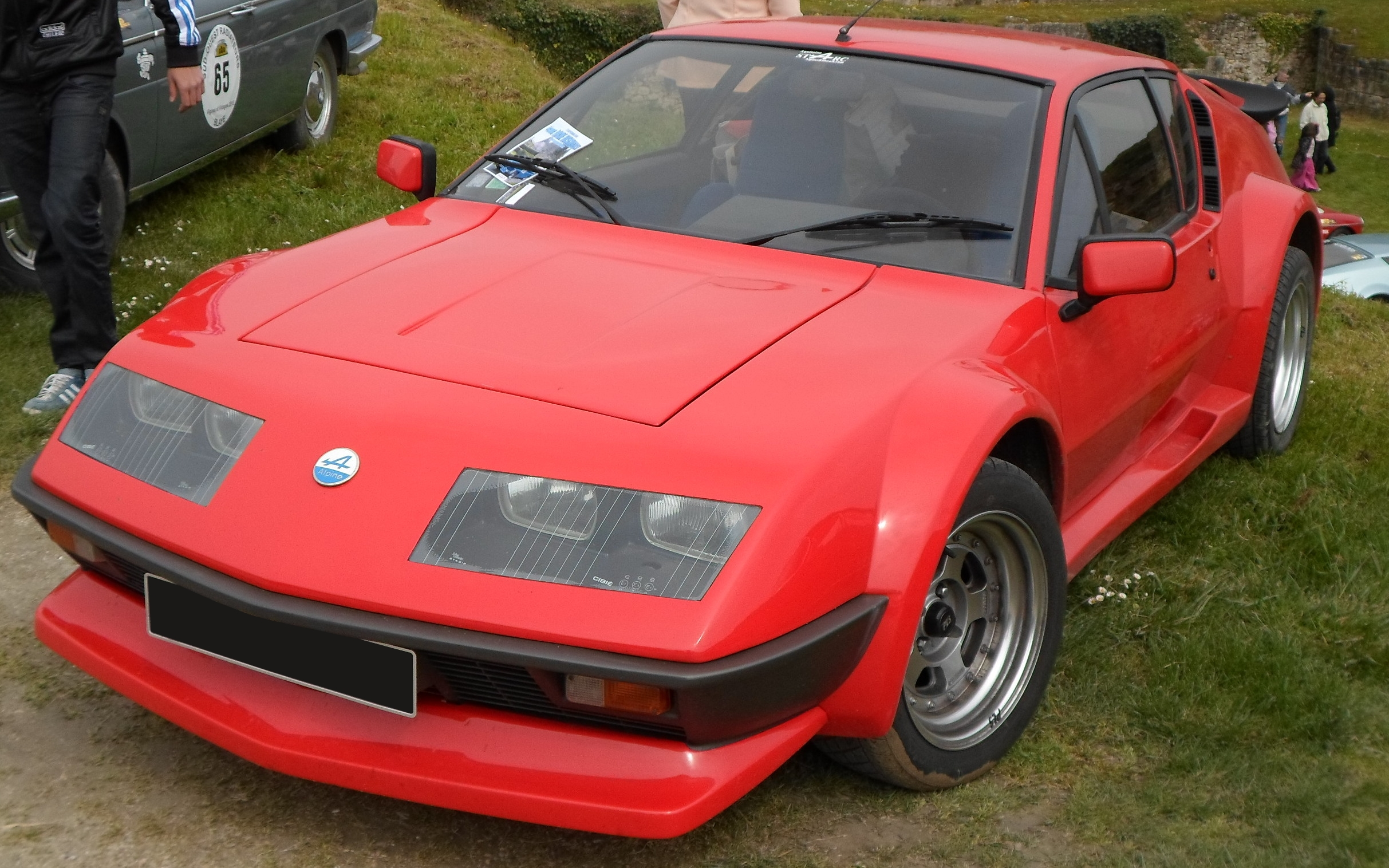
Alpine A310.

Pero el éxito del A110 no solo fue comercial, ya que 1971 fue un año único para Alpine en los rallyes. Ove Andersson ganó ese año el Rally de Monte Carlo con un joven Jean Todt como copiloto. Dos años más tarde Jean-Claude Andruet consiguió que Alpine repitiera victoria en el Rally de Monte Carlo con el A110.
Por todo ello, hoy en día el Alpine A110 es un coche de culto dejando paso al Alpine A310, un cupé que rompió de manera radical con el diseño de los últimos Alpine para ponerse a la cabeza de la vanguardia automovilística.

### Del éxito a la semidesaparición
Aunque se la consideraba como desaparecida tras el eclipse de los A610 en torno a 1995, en realidad la marca fundada por Jean Rédélé sobrevivió bajo el control de Renault desde 1973, funcionando al estilo de una filial o empresa asociada. De hecho, la marca Alpine volvió a las carreteras en 2016, cuando lanzó al mercado el sucesor del A110, fabricado en la tradicional factoría de la marca en Dieppe. El nombre provisional del coche, previsto en un inicio para 2015, iba a ser Alpine Renault A110-50, aunque no está confirmado que salga a la venta con esa denominación.

### Ingreso en la Fórmula 1
En septiembre de 2020, Renault hizo oficial que su equipo de Fórmula 1 cambiaría de nombre a «Alpine F1 Team» para la temporada 2021, en un intento por ampliar la influencia de la marca. Previo a esto, la marca ya estaba involucrada en la competición en asociación con Signatech en carreras de resistencia.

## Automóviles

### Modelos actuales
- Alpine A110 (2017-presente)
- Alpine A290 (2024-presente)
- Alpine A390 (2025-presente)

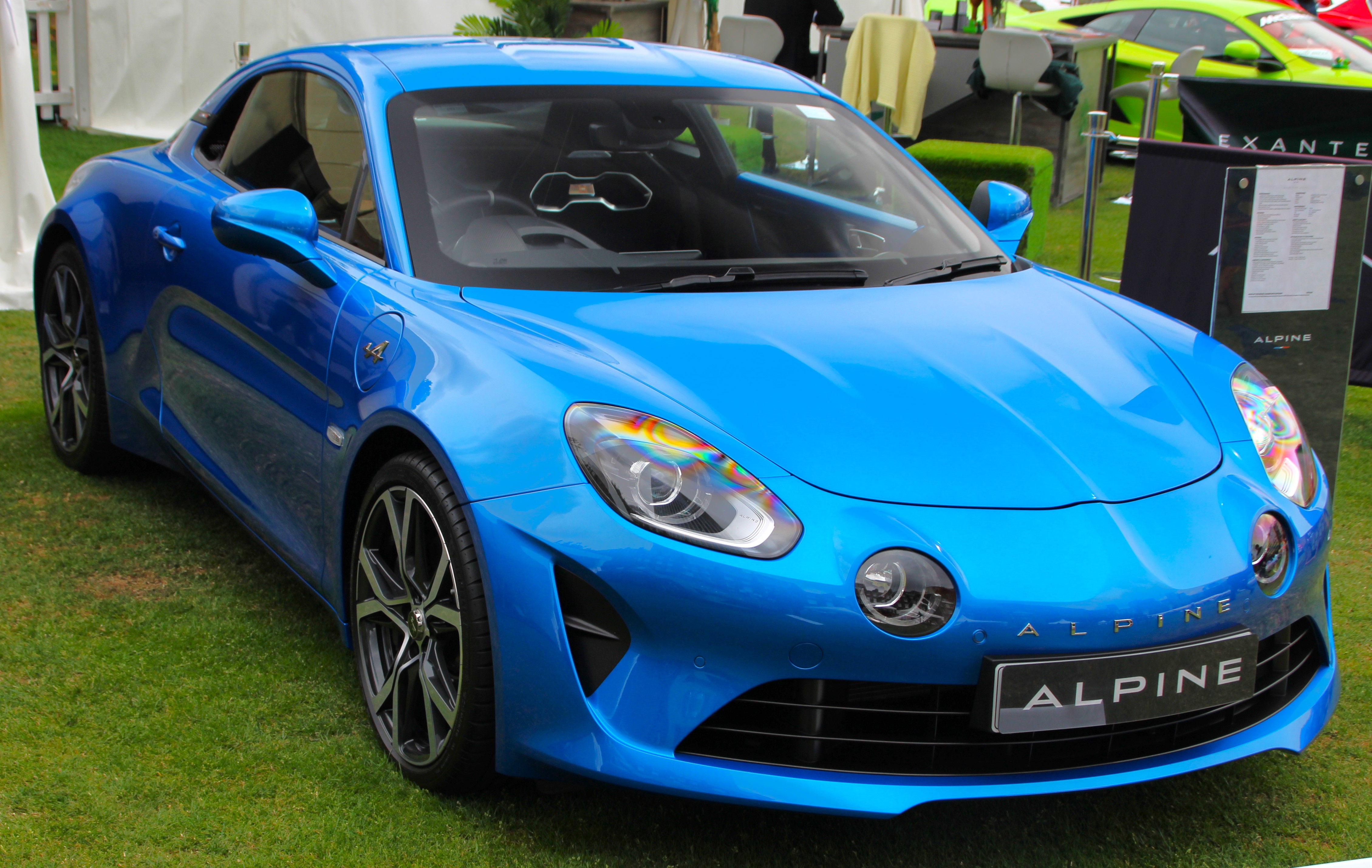
Alpine A110
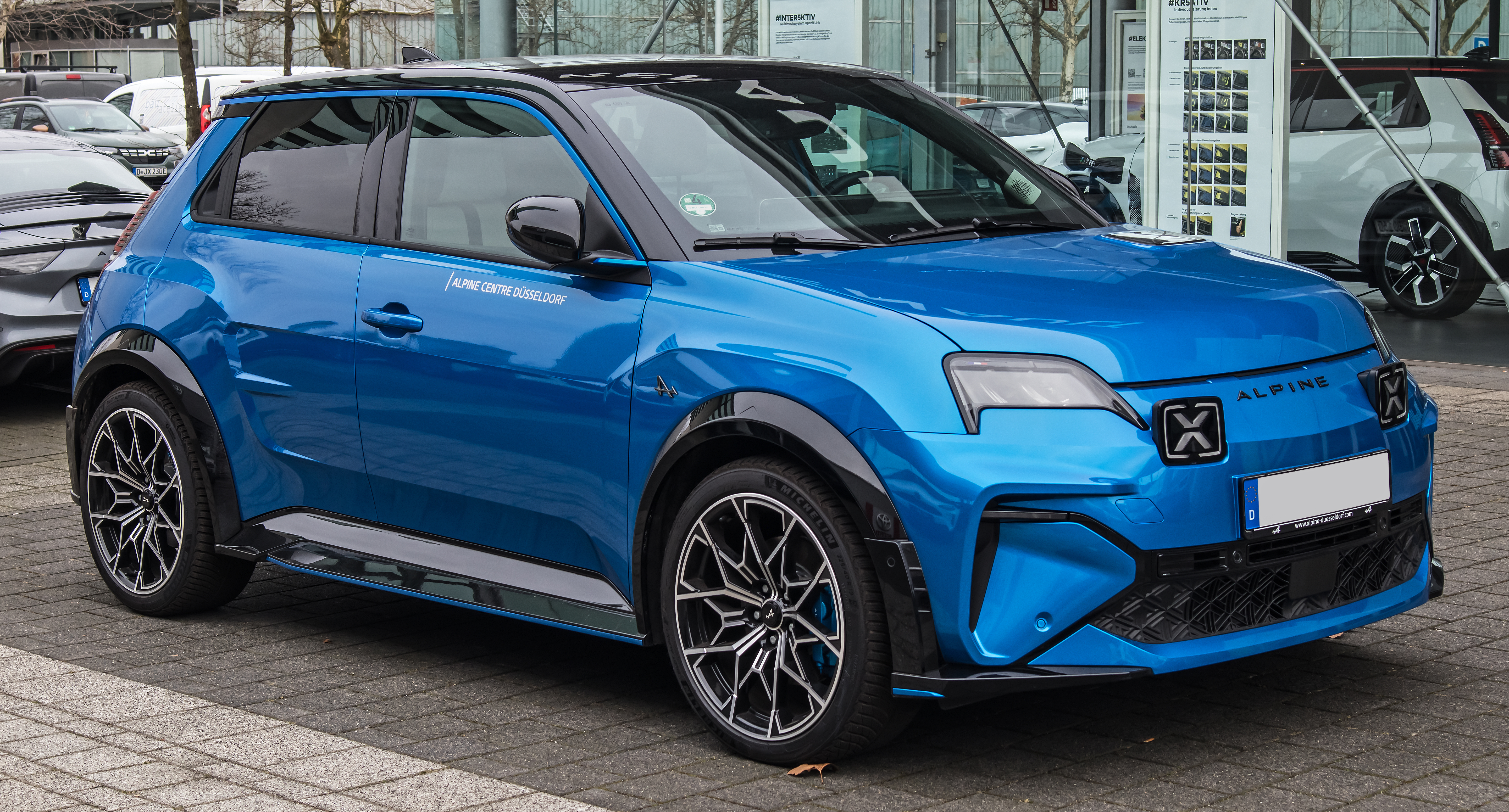
Alpine A290

### Modelos antiguos
- Alpine A106 (1955-1961)
- Alpine A108 (1958-1965)
- Alpine A110 (1962-1977)
- Alpine GT4 (1963–1969)
- Alpine A310 (1971-1984)
- Alpine GTA (1984-1991)
- Alpine A610 (1991-1995)

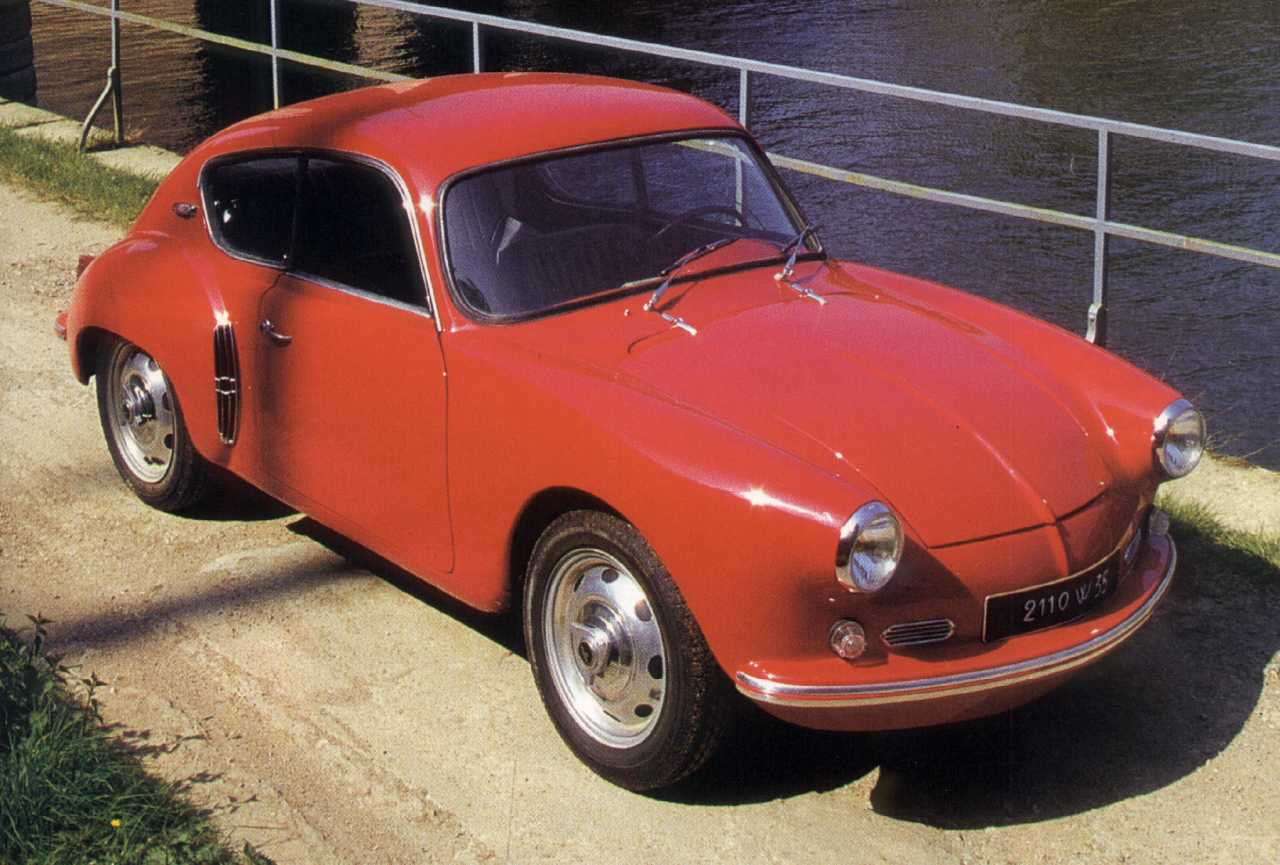
Alpine A106
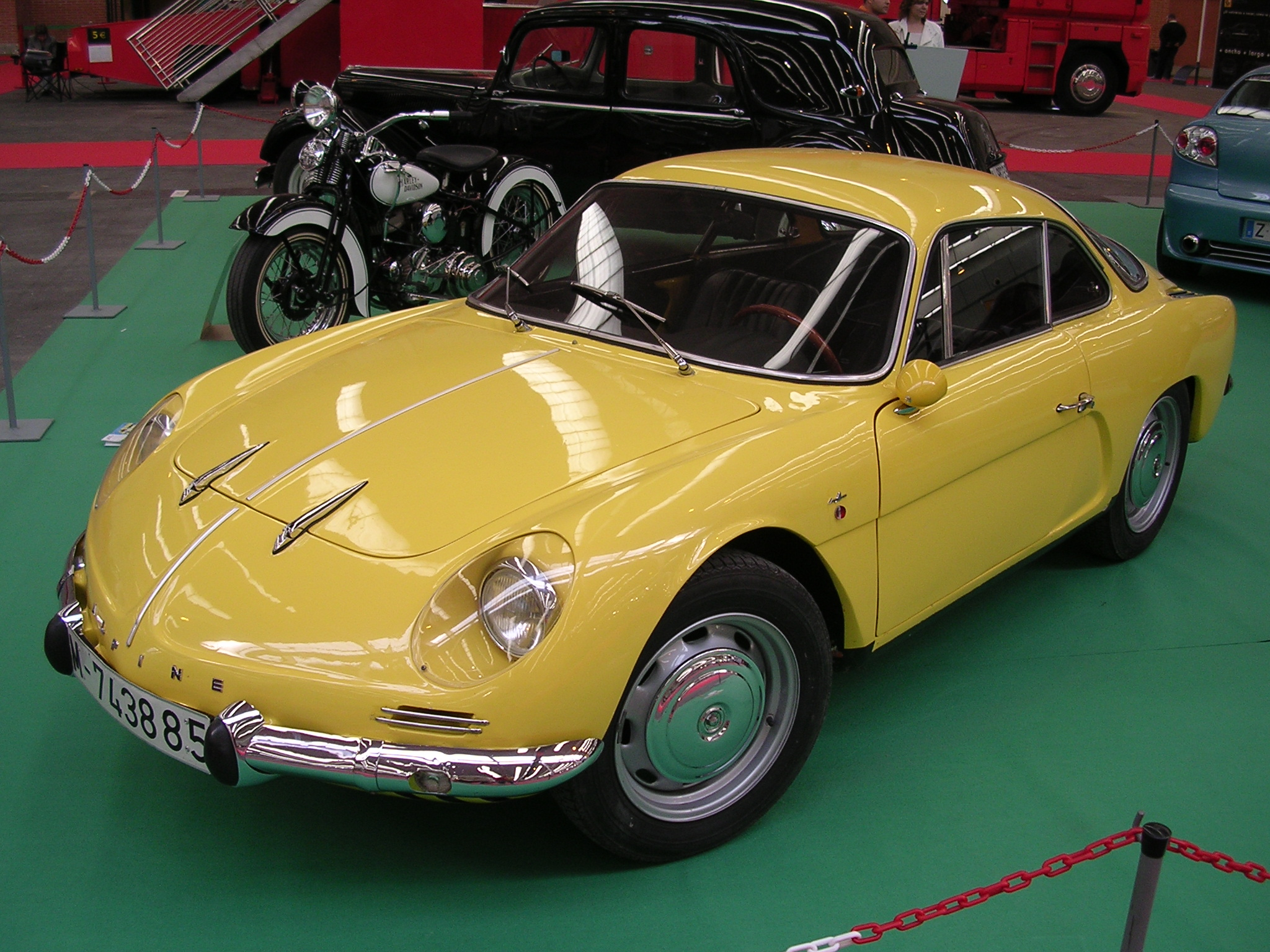
Alpine A108
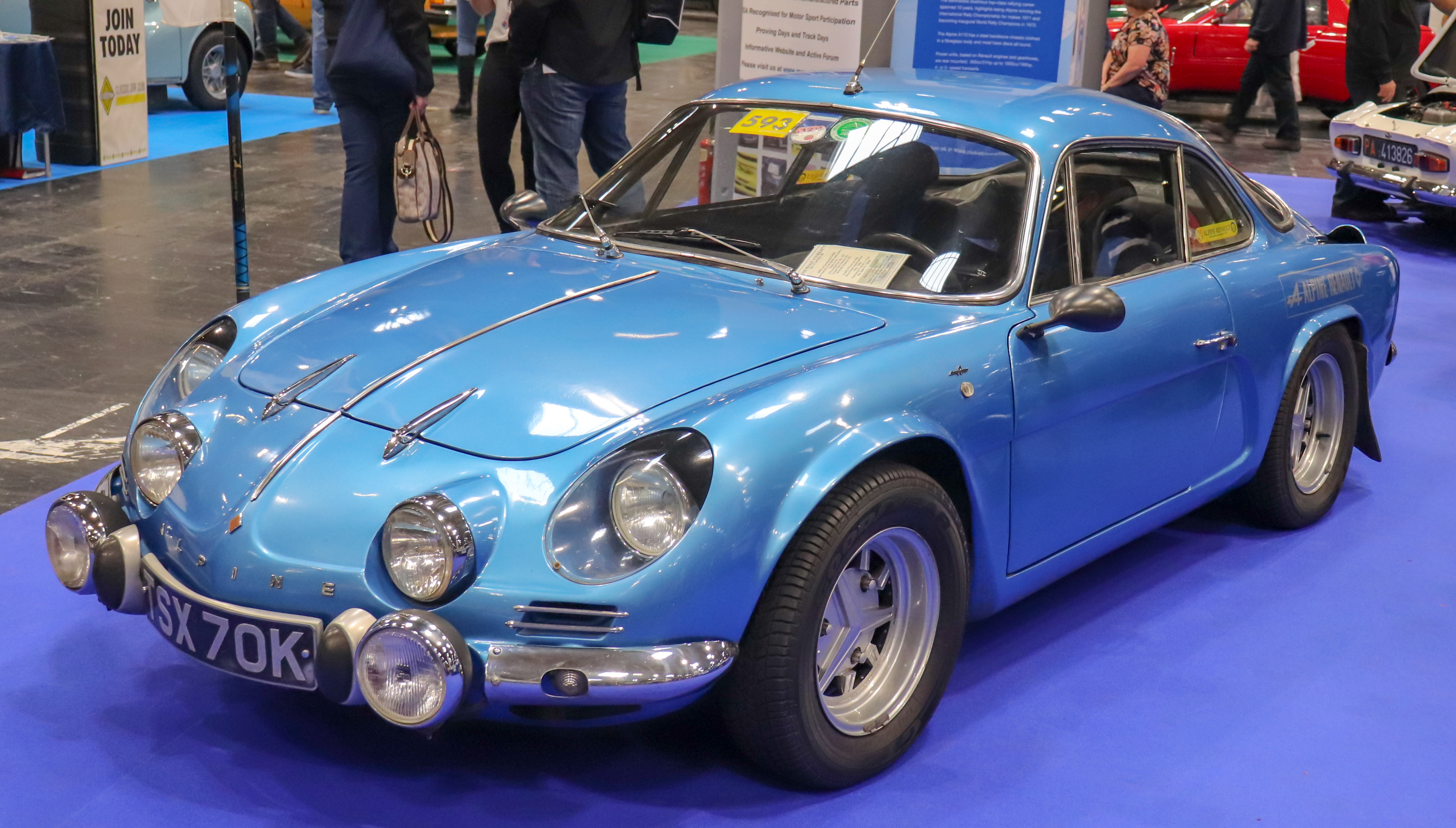
Alpine A110
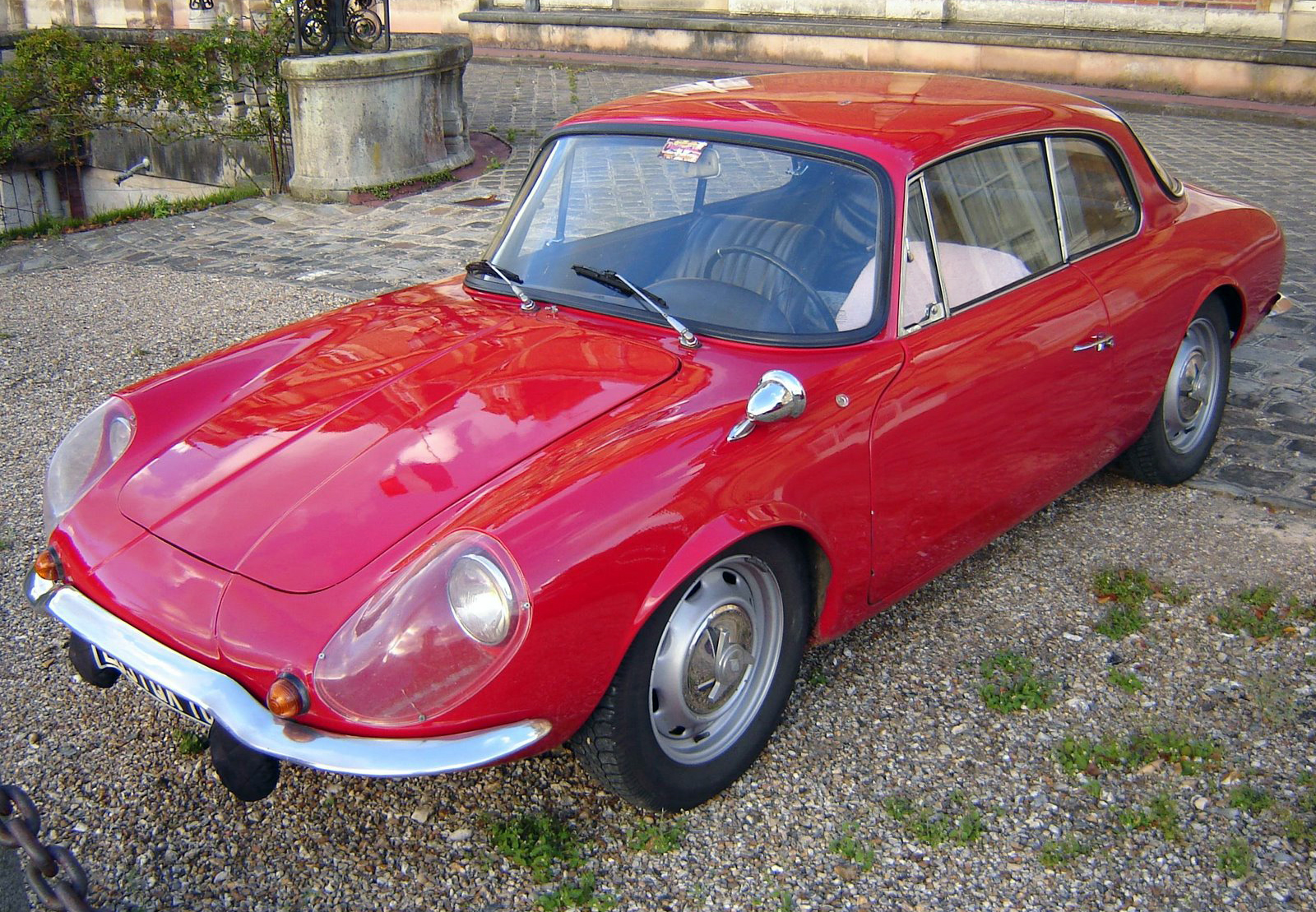
Alpine GT4
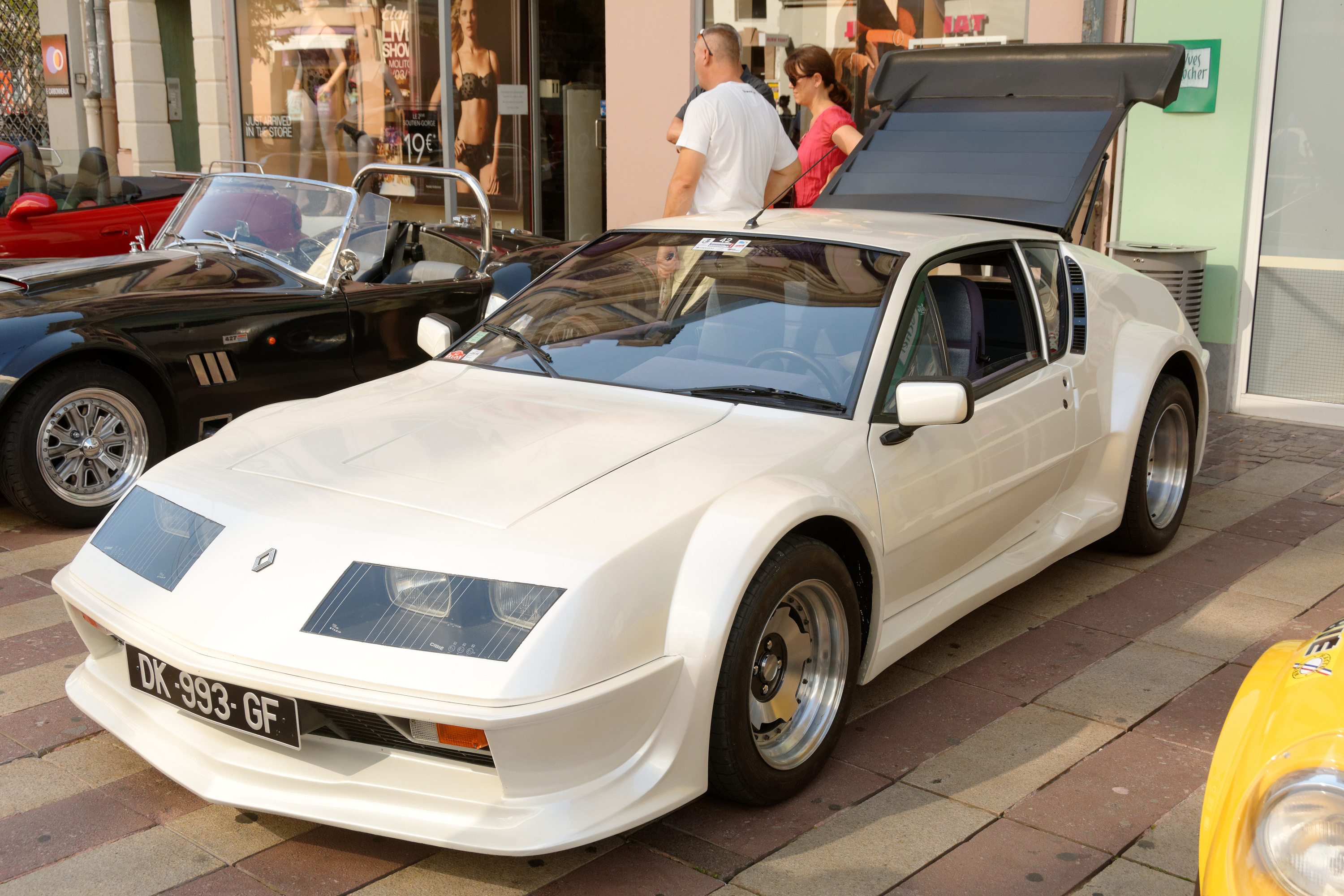
Alpine A310
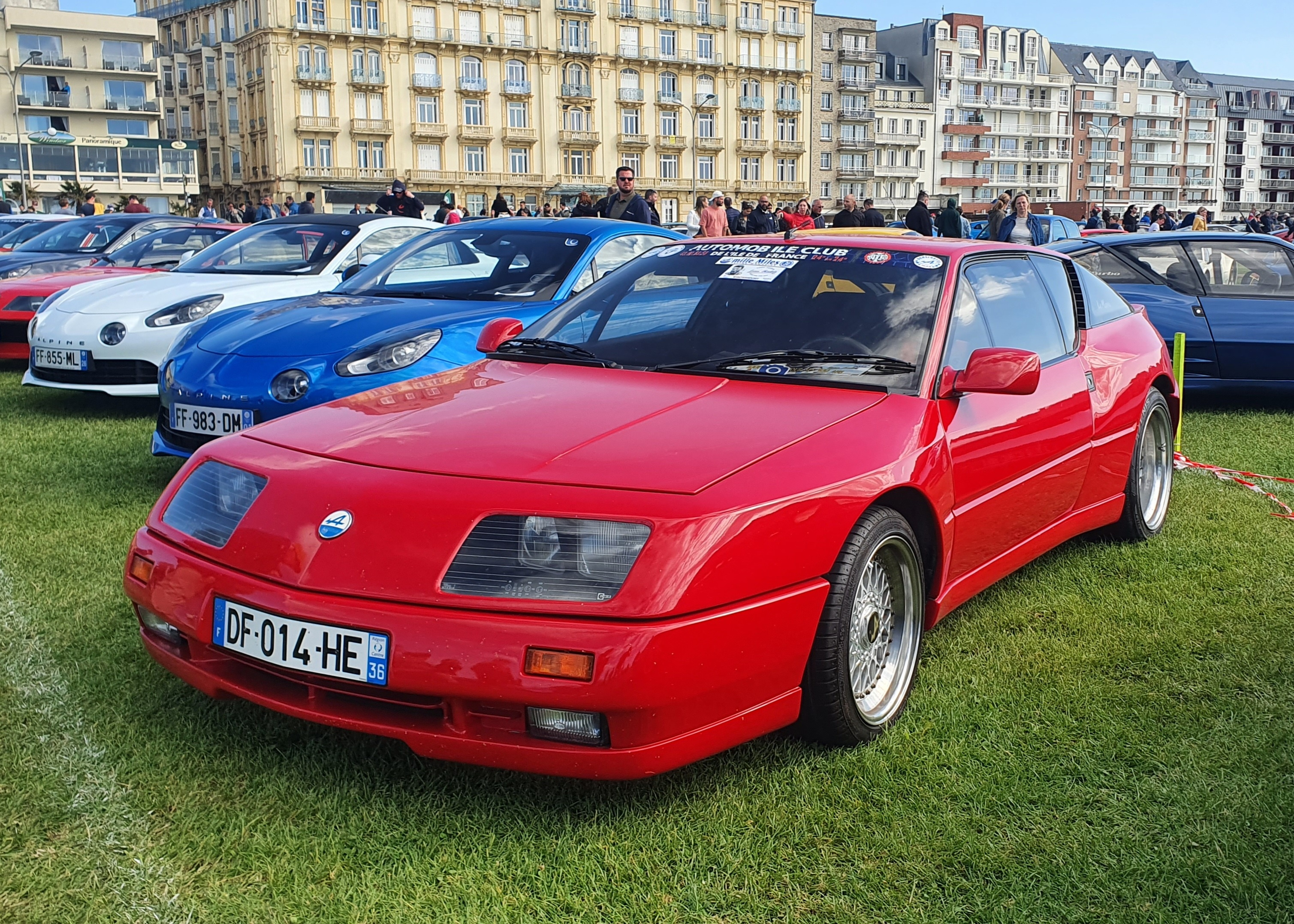
Alpine GTA
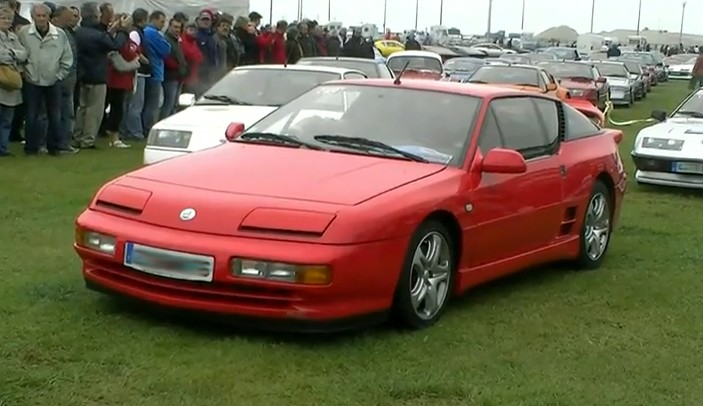
Alpine A610

### Prototipos concepto
- Renault Alpine A110-50 (2012)
- Alpine Vision Gran Turismo (2015)
- Alpine Vision (2016)
- Alpine Alpenglow (2022)
- Alpine A290_β (2023)
- Alpine A390_β (2024)

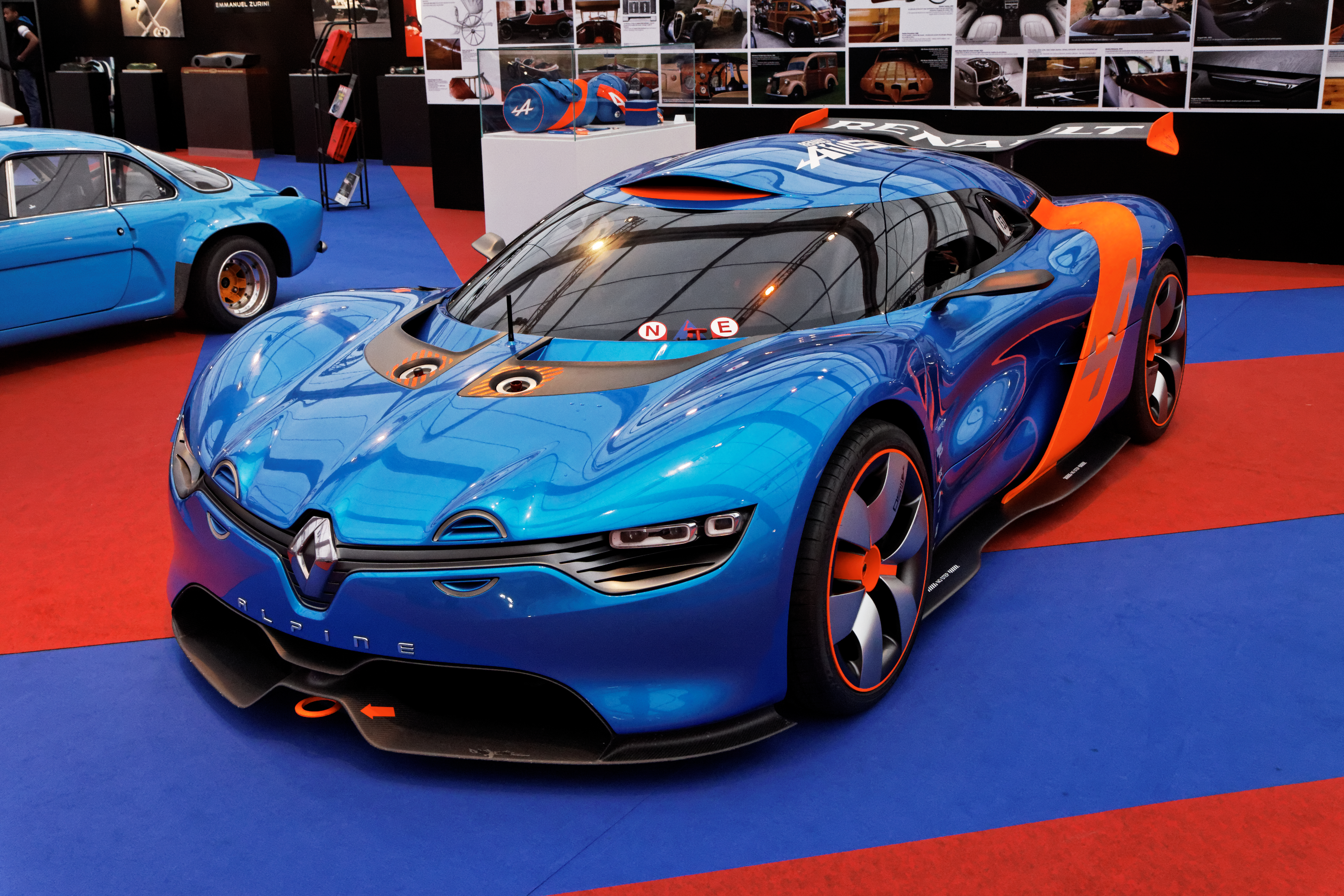
Renault Alpine A110-50
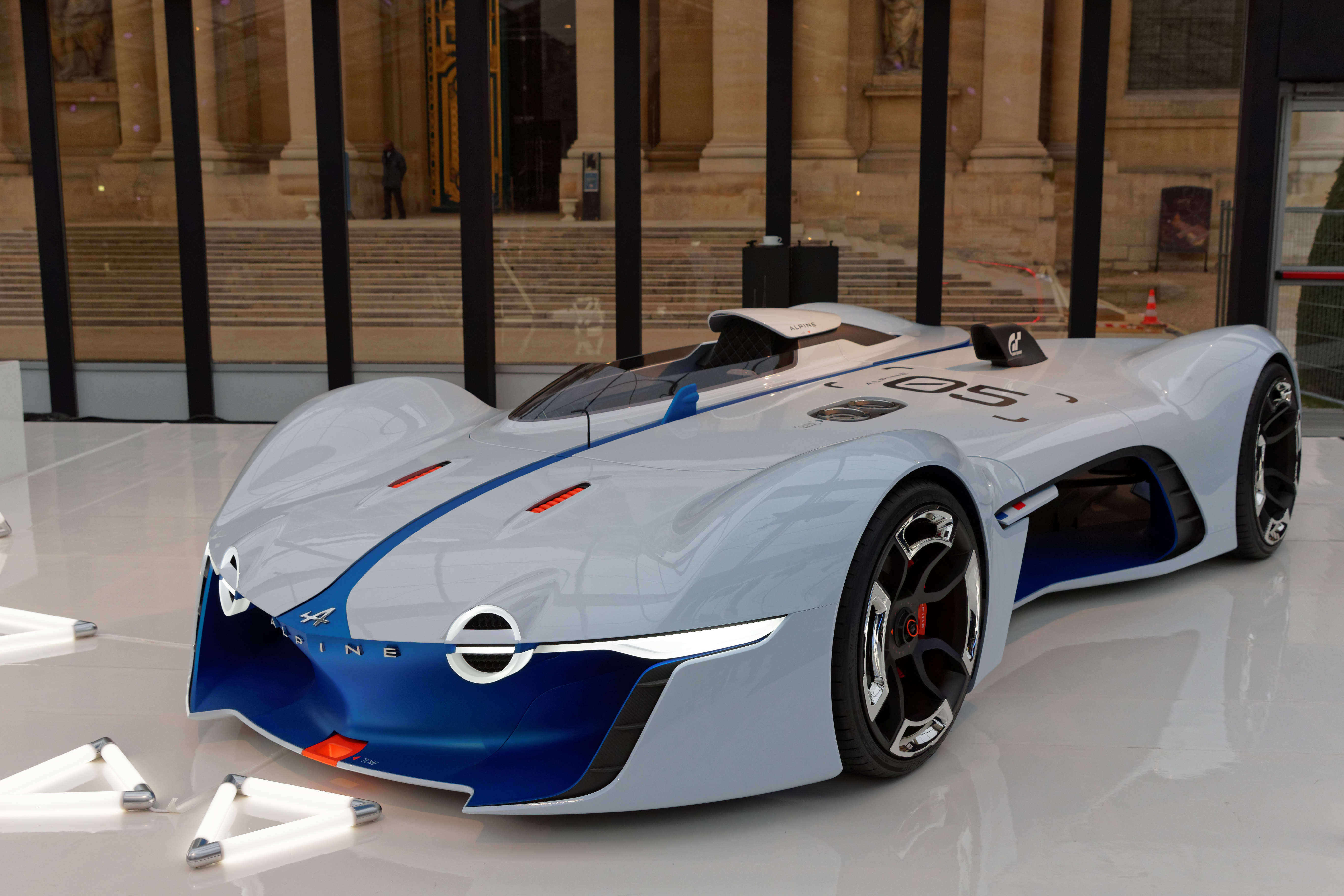
Alpine Vision Gran Turismo
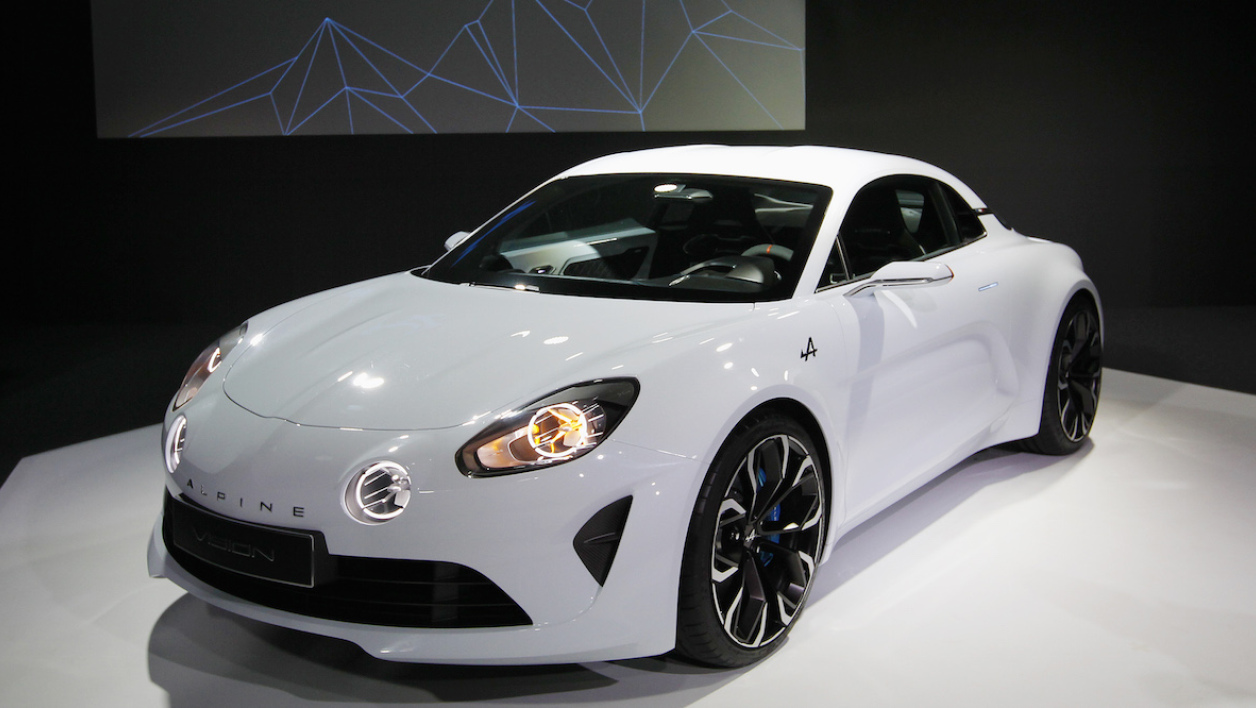
Alpine Vision
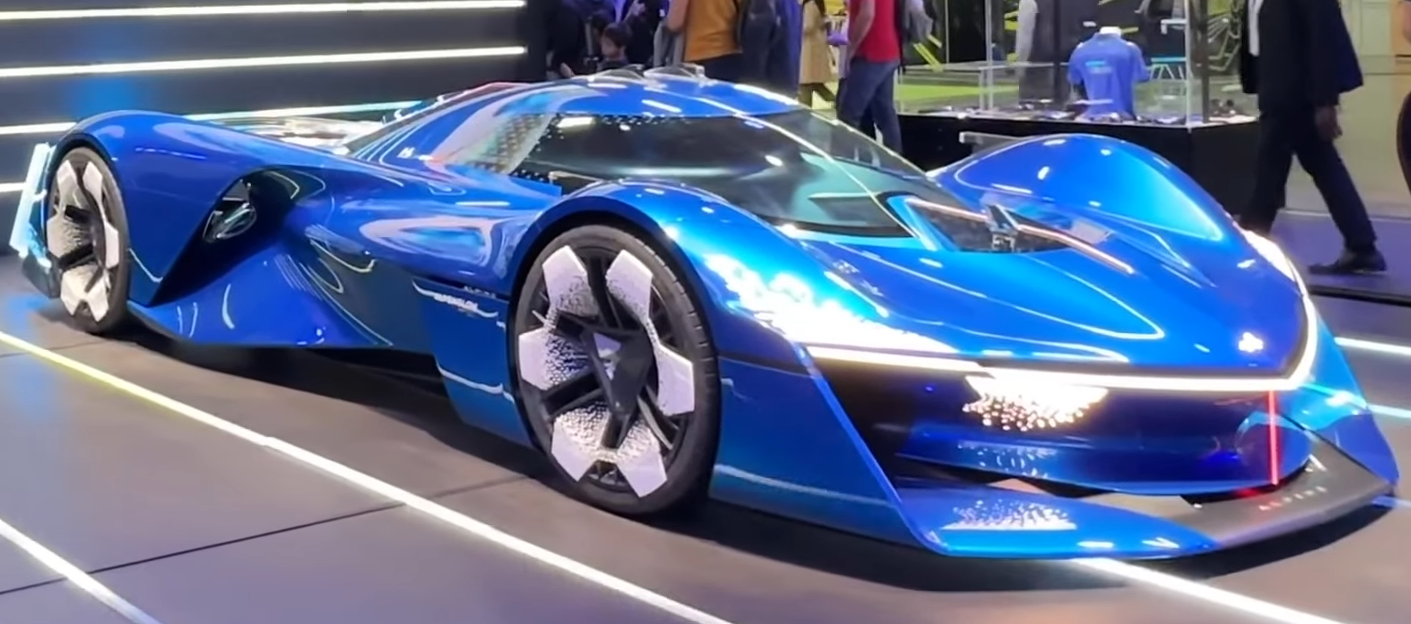
Alpine Alpenglow
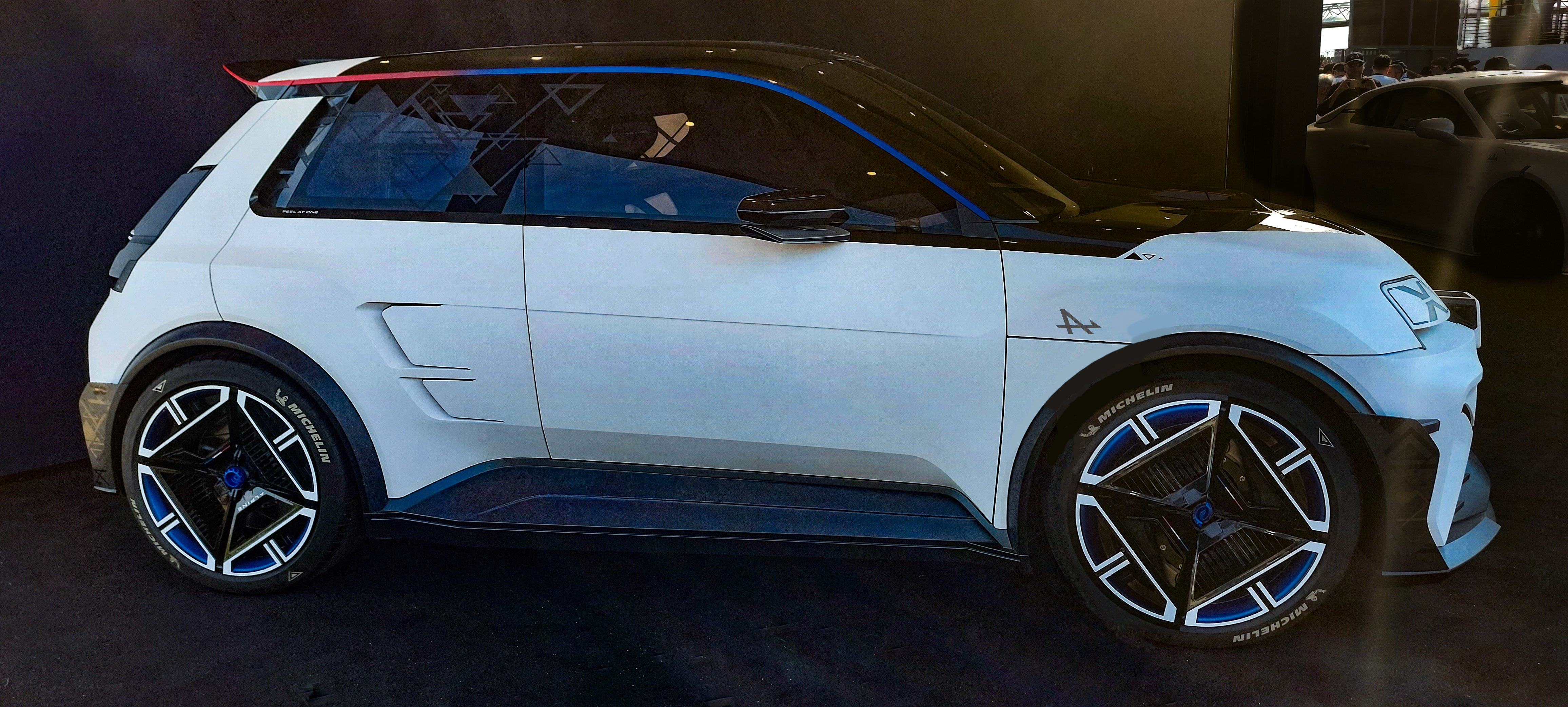
Alpine A290_β
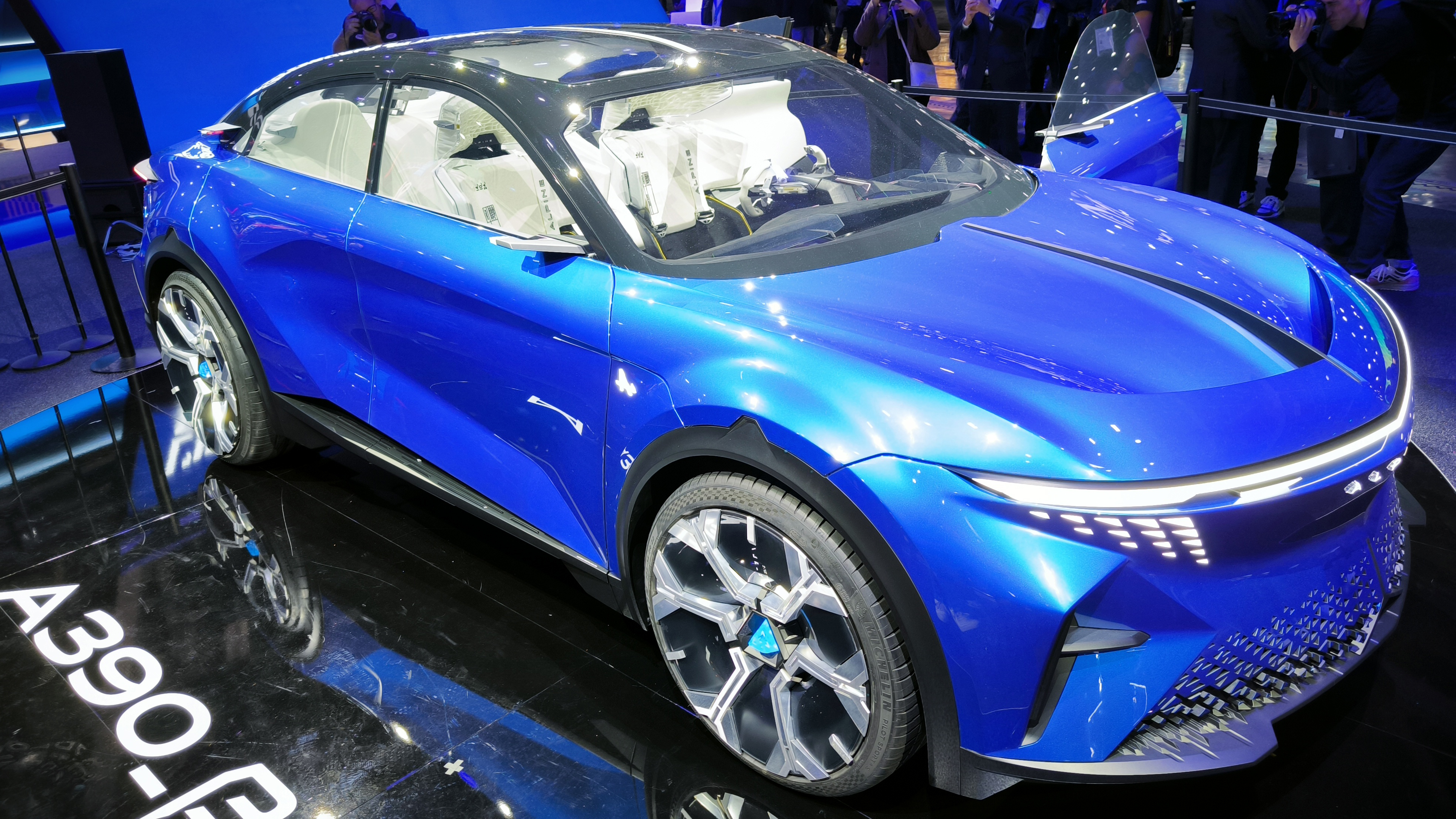
Alpine A390_β

### Modelos de competición
- Alpine M63
- Alpine M64
- Alpine M65
- Alpine A210
- Alpine A220
- Alpine A350 (F1)
- Alpine A364
- Alpine A367 (F2)
- Alpine A424
- Alpine A440
- Alpine A441
- Alpine A442
- Alpine A443
- Alpine A450 (Oreca 03)
- Alpine A460 (Oreca 03)
- Alpine A470 (Oreca 07)
- Alpine A480 (Rebellion R13)
- Alpine A521 (Renault R.S.20)
- Alpine A522
- Alpine A523
- Alpine A524
- Alpine A525

## Galardones

### Coche del Año en Europa
- 2025 – Alpine A290[5]